# Erora sanfordi
Erora sanfordi är en fjärilsart som beskrevs av Dos Passos 1940. Erora sanfordi ingår i släktet Erora och familjen juvelvingar. Inga underarter finns listade i Catalogue of Life.